# Hyperbaena domingensis
Hyperbaena domingensis är en tvåhjärtbladig växtart som först beskrevs av Dc., och fick sitt nu gällande namn av George Bentham. Hyperbaena domingensis ingår i släktet Hyperbaena och familjen Menispermaceae. Inga underarter finns listade i Catalogue of Life.